# ایستگاه متروی گلدهاک رود
ایستگاه متروی گلدهاک رود (انگلیسی: Goldhawk Road tube station) یکی از ایستگاه‌های خط همرسمیت و سیتی و خط سیرکل متروی لندن است.
این ایستگاه که در شپردز بوش قرار دارد در سال ۱۹۱۴ میلادی تأسیس شده است.